# Gewichtheffen op de Olympische Zomerspelen 2012
Gewichtheffen is een van de sporten die beoefend werden tijdens de Olympische Zomerspelen 2012 in Londen. De wedstrijden werden tussen 28 juli en 7 augustus gehouden in het ExCeL London. De mannen kwamen uit in acht gewichtsklassen, de vrouwen in zeven.

## Kwalificatie
Er mochten maximaal 260 gewichtheffers deelnemen, 156 mannen en 104 vrouwen. Een Nationaal Olympisch Comité mocht maximaal zes mannen en vier vrouwen afvaardigen, met hooguit twee deelnemers per gewichtsklasse. Via kwalificatie werden er 147 startbewijzen bij de mannen vergeven en 98 bij de vrouwen. Tien startbewijzen (zes bij de mannen en vier bij de vrouwen) werden na afloop van de kwalificatieronden als wildcard uitgereikt door het IOC c.q. IWF via de olympische tripartitecommissie. Gastland Groot-Brittannië had het recht op ten minste vijf startbewijzen, drie bij de mannen en twee bij de vrouwen.

## Medailles
In elf van de vijftien onderdelen werden de medaille resultaten in later stadium herzien en werden medailles afgenomen (dopingzaken) en opnieuw toegewezen. 

### Mannen
| Onderdeel                   | Goud    | Goud                                 | Zilver  | Zilver                                     | Brons   | Brons                                  |
| --------------------------- | ------- | ------------------------------------ | ------- | ------------------------------------------ | ------- | -------------------------------------- |
| Bantamgewicht [-56 kg]      | PRK     | Om Yun-chol                          | CHN     | Wu Jingbiao                                | AZE VIE | Valentin Hristov Trần Lê Quốc Toàn     |
| Vedergewicht [-62 kg]       | PRK     | Kim Un-guk                           | COL     | Óscar Figueroa                             | INA     | Eko Yuli Irawan                        |
| Lichtgewicht [-69 kg]       | CHN     | Lin Qingfeng                         | INA     | Triyatno                                   | ROU PRK | Răzvan Martin Kim Myong-hyok           |
| Middengewicht [-77 kg]      | CHN     | Lu Xiaojun                           | CHN     | Lu Haojie                                  | CUB     | Iván Cambar                            |
| Lichtzwaargewicht [-85 kg]  | POL     | Adrian Zieliński                     | RUS IRI | Apti Aoechadov Kianoush Rostami            | IRI EGY | Kianoush Rostami -> zilver Tarek Yehia |
| Middenzwaargewicht [-94 kg] | KAZ IRI | Ilja Ilin Saeid Mohammadpour         | RUS KOR | Aleksandr Ivanov Kim Min-jae               | MDA POL | Anatolie Cîrîcu Tomasz Zieliński       |
| Zwaargewicht [-105 kg]      | UKR IRI | Oleksej Torochtij Navab Nassirshalal | IRI POL | Navab Nassirshalal -> goud Bartłomiej Bonk | POL UZB | Bartłomiej Bonk -> zilver Ivan Efremov |
| Superzwaargewicht [+105 kg] | IRI     | Behdad Salimi                        | IRI     | Sajjad Anoushiravani                       | RUS     | Ruslan Albegov                         |

### Vrouwen
| Onderdeel                  | Goud    | Goud                               | Zilver  | Zilver                                | Brons       | Brons                                                     |
| -------------------------- | ------- | ---------------------------------- | ------- | ------------------------------------- | ----------- | --------------------------------------------------------- |
| Vlieggewicht [-48 kg]      | CHN     | Wang Mingjuan                      | JPN     | Hiromi Miyake                         | PRK         | Ryang Chun-hwa                                            |
| Vedergewicht [-53 kg]      | KAZ TPE | Zoelfia Tsjinsjanlo Hsu Shu-ching  | TPE INA | Hsu Shu-ching -> goud Citra Febrianti | MDA UKR     | Cristina Iovu Yulia Paratova                              |
| Lichtgewicht [-58 kg]      | CHN     | Li Xueying                         | THA     | Pimsiri Sirikaew                      | UKR THA     | Julija Kalina Rattikan Gulnoi                             |
| Middengewicht [-63 kg]     | KAZ CAN | Maija Maneza Christine Girard      | RUS BUL | Svetlana Tsaroekajeva Milka Maneva    | CAN MEX     | Christine Girard -> goud Luz Acosta                       |
| Lichtzwaargewicht [-69 kg] | PRK     | Rim Jong-sim                       | ROU 0   | Roxana Daniela Cocos vacant           | BLR KAZ COL | Marina Sjkermankova Anna Nurmukhambetova Ubaldina Valoyes |
| Zwaargewicht [-75 kg]      | KAZ ESP | Svetlana Podobedova Lidia Valentín | RUS EGY | Natalja Zabolotnaja Abeer Abdelrahman | BLR CMR     | Iryna Koelesja Madias Nzesso                              |
| Superzwaargewicht [+75 kg] | CHN     | Zhou Lulu                          | RUS     | Tatiana Kasjirina                     | ARM KOR     | Hripsime Khurshudyan Jang Mi-ran                          |

### Medaillespiegel
| Plaats | Land           | NOC    | Goud | Zilver | Brons | Totaal |
| ------ | -------------- | ------ | ---- | ------ | ----- | ------ |
| 1      | China          | CHN    | 5    | 2      | 0     | 7      |
| 2      | Iran           | IRI    | 3    | 2      | 0     | 5      |
| 3      | Noord-Korea    | PRK    | 3    | 0      | 2     | 5      |
| 4      | Polen          | POL    | 1    | 1      | 1     | 3      |
| 5      | Canada         | CAN    | 1    | 0      | 0     | 1      |
| 5      | Spanje         | ESP    | 1    | 0      | 0     | 1      |
| 5      | Chinees Taipei | TPE    | 1    | 0      | 0     | 1      |
| 8      | Indonesië      | INA    | 0    | 2      | 1     | 3      |
| 9      | Colombia       | COL    | 0    | 1      | 1     | 2      |
| 9      | Egypte         | EGY    | 0    | 1      | 1     | 2      |
| 9      | Zuid-Korea     | KOR    | 0    | 1      | 1     | 2      |
| 9      | Rusland        | RUS    | 0    | 1      | 1     | 2      |
| 9      | Thailand       | THA    | 0    | 1      | 1     | 2      |
| 14     | Bulgarije      | BUL    | 0    | 1      | 0     | 1      |
| 14     | Japan          | JPN    | 0    | 1      | 0     | 1      |
| 17     | Kameroen       | CMR    | 0    | 0      | 1     | 1      |
| 17     | Cuba           | CUB    | 0    | 0      | 1     | 1      |
| 17     | Kazachstan     | KAZ    | 0    | 0      | 1     | 1      |
| 17     | Mexico         | MEX    | 0    | 0      | 1     | 1      |
| 17     | Oekraïne       | UKR    | 0    | 0      | 1     | 1      |
| 17     | Oezbekistan    | UZB    | 0    | 0      | 1     | 1      |
| 17     | Vietnam        | VIE    | 0    | 0      | 1     | 1      |
| Totaal | Totaal         | Totaal | 15   | 14     | 16    | 45     |

## Onderdelen en programma
| Mannen       | Mannen     | Vrouwen     | Vrouwen    |
| onderdeel    | datum      | onderdeel   | datum      |
| ------------ | ---------- | ----------- | ---------- |
| tot 56 kg    | 29 juli    | tot 48 kg   | 28 juli    |
| tot 62 kg    | 30 juli    | tot 53 kg   | 29 juli    |
| tot 69 kg    | 31 juli    | tot 58 kg   | 30 juli    |
| tot 77 kg    | 1 augustus | tot 63 kg   | 31 juli    |
| tot 85 kg    | 3 augustus | tot 69 kg   | 1 augustus |
| tot 94 kg    | 4 augustus | tot 75 kg   | 3 augustus |
| tot 105 kg   | 6 augustus | boven 75 kg | 5 augustus |
| boven 105 kg | 7 augustus |             |            |